# Municipio de Lane (condado de Greenwood)
El municipio de Lane (en inglés: Lane Township) es un municipio ubicado en el condado de Greenwood en el estado estadounidense de Kansas. En el año 2010 tenía una población de 113 habitantes y una densidad poblacional de 0,81 personas por km².

## Geografía
El municipio de Lane se encuentra ubicado en las coordenadas 37°58′24″N 96°0′42″O / 37.97333, -96.01167. Según la Oficina del Censo de los Estados Unidos, el municipio tiene una superficie total de 139.02 km², de la cual 138,49 km² corresponden a tierra firme y (0,38 %) 0,53 km² es agua.

## Demografía
Según el censo de 2010, había 113 personas residiendo en el municipio de Lane. La densidad de población era de 0,81 hab./km². De los 113 habitantes, el municipio de Lane estaba compuesto por el 96,46 % blancos, el 0,88 % eran amerindios y el 2,65 % eran de una mezcla de razas. Del total de la población el 0 % eran hispanos o latinos de cualquier raza.